# فلوريان نويهاوس

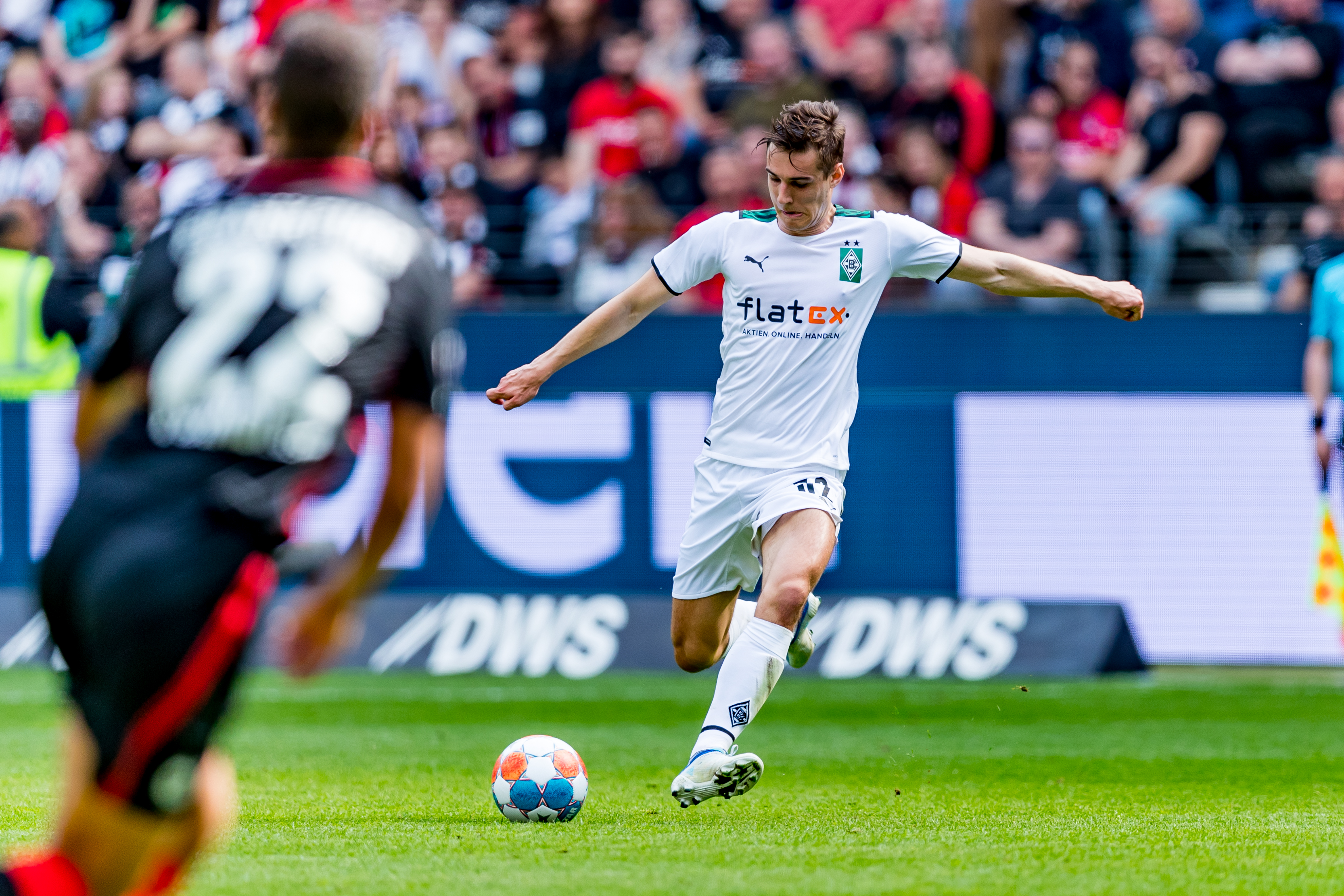
نويهاوس في مباراة ضد آينتراخت فرانكفورت بالدوري الألماني (بوندسليغا) عام 2022

فلوريان نويهاوس (بالألمانية: Florian Neuhaus)‏ (16 مارس 1997 في ألمانيا - ) هو لاعب كرة قدم ألماني في مركز الوسط. يلعب حالياً مع نادي بوروسيا مونشنغلادباخ في الدوري الألماني الدرجة الأولى. وكذلك مع منتخب ألمانيا لكرة القدم.

## وصلات خارجية
- فلوريان نويهاوس على موقع الاتحاد الدولي (مؤرشف)  (الإنجليزية)
- فلوريان نويهاوس على موقع الاتحاد الأوربي (الإنجليزية)
- فلوريان نويهاوس على موقع إي إس بي إن إف سي (الإنجليزية)
- فلوريان نويهاوس على موقع قاعدة بيانات كرة القدم.إي يو (الإنجليزية)
- فلوريان نويهاوس على موقع بيانات كرة القدم. دي إي (الألمانية)
- فلوريان نويهاوس على موقع ليكيب (الفرنسية)
- فلوريان نويهاوس على موقع ناشيونال فوتبول تيمز (الإنجليزية)
- فلوريان نويهاوس على موقع Soccerbase.com (لاعب) (الإنجليزية)
- فلوريان نويهاوس على موقع Soccerway.com (الإنجليزية)
- فلوريان نويهاوس على موقع عالم كرة القدم.نت (الإنجليزية)